# Raging Silence
Raging Silence – siedemnasty album studyjny brytyjskiego zespołu Uriah Heep wykonującego progresywnego hard rocka. Został wydany w maju 1989 roku nakładem Legacy Records, a na rynku amerykańskim rok później nakładem Enigma Records.

## Lista utworów
1. Hold Your Head Up (Argent/White) – 4:33
2. Blood Red Roses (Goalby) – 4:10
3. Voice On My TV (Box/Lanzon) – 4:20
4. Rich Kid (Bolder) – 4:49
5. Cry Freedom (Box/Lanzon) – 4:34
6. Bad Bad Man (Lanzon) – 4:11
7. More Fool You (Box/Lanzon) – 3:34
8. When the War is Over (Prestwich) – 5:09
9. Lifeline (Roddy/Medica/Frederiksen/Haselden) – 4:53
10. Rough Justice (Box/Lanzon/Bolder/Shaw) – 4:21

Zremasteryzowana wersja albumu z roku 1996 zawiera 6 utworów bonusowych:
1. Miracle Child (Box/Bolder/Lanzon) – 4:11
  - strona B singla Hold Your Head Up
2. Look At Yourself (Hensley) – 7:20
  - wersja koncertowa z sesji do Live In Moscow. Oryginalnie strona B singla Blood Red Roses. Dostępny również na amerykańskiej wersji Raging Silence
3. Too Scared To Run (Box/Daisley/Goalby/Kerslake/Sinclair) – 3:58
  - wcześniej nieopublikowana wersja koncertowa z sesji do Live In Moscow
4. Corina (Box/Lanzon/Shaw) – 4:46
  - wcześniej nieopublikowana wersja koncertowa z sesji do Live In Moscow
5. Hold Your Head Up (Argent/White) – 5:53
  - alternatywna wersja, dostępna na 12-calowych singlach
6. Blood Red Roses (Goalby) – 4:53
  - nowa, alternatywna wersja

Specjalna edycja de-luxe z 2003 roku zawiera 7 utworów bonusowych:
1. Miracle Child (Box/Bolder/Lanzon) 4:11
  - taka sama wersja co na reedycji z roku 1996
2. Corina (Box/Lanzon/Shaw) 3.47
  - oryginalna wersja demo, ukazała się po raz pierwszy na Still 'Eavy, Still Proud
3. Mr. Majestic (Lanzon) 4.58
  - oryginalna wersja demo, ukazała się po raz pierwszy na Still 'Eavy, Still Proud
4. Pacific Highway (Lanzon/Shaw) 4.49
  - oryginalna wersja demo, ukazała się po raz pierwszy na Still 'Eavy, Still Proud
5. Blood Red Roses (Goalby) 5.49
  - nowa, alternatywna wersja
6. Hold Your Head Up (Argent/White) 6.15
  - nowa, alternatywna wersja
7. Corina (Box/Lanzon/Shaw) 4.42
  - wersja koncertowa z sesji do Live In Moscow

## Twórcy

### Główni muzycy
- Mick Box – gitara
- Lee Kerslake – perkusja
- Trevor Bolder – gitara basowa, śpiew
- Phil Lanzon – instrumenty klawiszowe, śpiew; instrumenty smyczkowe w "When the War is Over"
- Bernie Shaw – śpiew

### Muzycy dodatkowi
- Brett Morgan – perkusja
- Frank Ricotti – perkusja

Słowa w języku rosyjskim w "Cry Freedom" – Marie Zackojiva

## Informacje o albumie
- nagrany – 13 – 21 grudnia 1988 oraz 14 stycznia – 13 lutego 1989, PRT Studios (Londyn)
- produkcja i inżynieria – Richard Dodd
- overdubbing – Boathouse Studios
- overdubbing i miksowanie – Rooster Studios